# حركة القطب

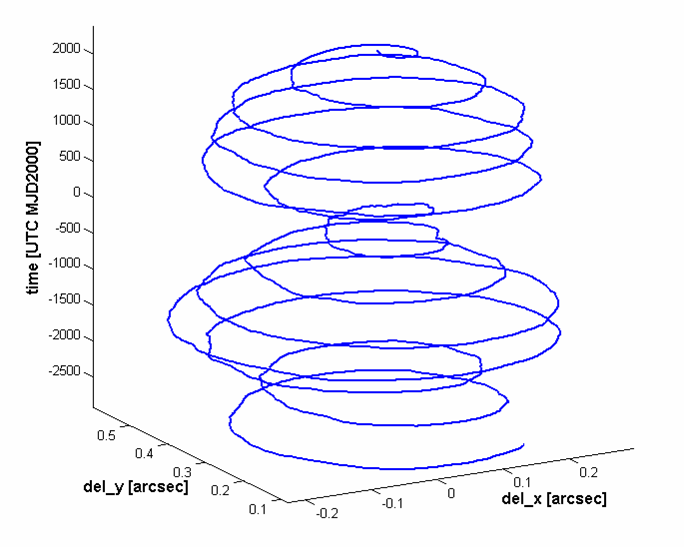
الحركة القطبية كاقتران زمني

حركة القطب أو الحركة القطبية (بالإنجليزية: Polar motion)‏ للأرض هي حركة اهتزازية بطيئة لمحور دوران الأرض, و هذا التغير صغير جداً لا يتجاوز الأمتار لفترات طويلة.
و قد بدأ هذا التغير رغم صغره يستحوذ على اهتمام العلماء و خصوصاً الجيوديزيين لاهتمامهم بالتحديدالدقيق للجيوئيد geoid.
إن المرجع الدقيق للوصف الحالي لموضع القطب نسبة للموقع الثابت للأرض يعطى من قبل IERS.
IERS: International Earth rotati
on and Reference system Services.
لقد لاحظ بعض العلماء منذ أكثر من 150 عاما بأن قطبي الأرض (الشمالي والجنوبي) ليسا ثابتين تماما. حاليا يعرف العلماء بأن القطب الشمالي للأرض (تقاطع محور الدوران مع سطح الأرض) يتغير سنويا بشكل حلزوني تقريبا بقيمة تبلغ عدة أمتار فوق سطح الأرض، وأيضا بأن مكان القطب يتجه كل 100 سنة بمقدار 10-12 متر باتجاه 80° غربا (راجع خط الطول) وهو ما يطلق عليه مصطلح الحركة القطبية (polar motion).
 

## أسباب الحركة القطبية
يكمن السبب في أن تقاطع محور دوران الأرض مع سطحها ليس ثابتا تماما في العوامل الآتية:
1- الأرض ليست جسماً صلباً بل باطنها لدن.
2- الأرض ليست كروية الشكل تماماً.
3- يطرأ على سطح الأرض تشوهات وتغيرات فصلية.
4- حدوث تغيرات و انزياح للطبقات في باطن الأرض.
المرجع القطبي

كمرجع جغرافي للقطبين الشمالي والجنوبي تم في ما بين عامي 1900 و 1905 أخذ القيمة التوسطة لنقاط التقاطع ما بين محور الأرض وسظحها وأطلق عليه بالإنجلزية (CIO: Conventional International Orgin). يجب التنويه هنا بأنه لا يجوز الخلط بين الحركة القطبية هنا وبين تغير اتجاه محور دوران الأرض فضائيا (راجع القطب السماوي). إن الكثير من الأجرام السماوية تؤثر على حركة الأرض بشكل ما، فالقمر والكواكب الأخرى ترتبط مع الأرض بجاذبية محسوبة ويمكن بناءً على ذلك التنبؤ بحركة الأرض لفترة 26000 سنة.

على العكس من ذلك يكون الأمر في حالة الأقطاب المغناطيسية للأرض، حيث يتغير مكان القطبين المغناطيسيين الشمالي والجنوبي بسرعة ولمسافات كبيرة.

## تأريخ
برغم أن مقدار الحركة القطبية عدة أمتار فقط فقد تم تقديرها في عام 1860 وأُثبتت عام 1885 من العالم الفلكي الألماني كارل فريدرش كونستر (Karl Friedrich Küstner) عبر قياسات متعددة قام بها وكانت نتائجه قريبة جدا لما توصل له العلماء في القرن العشرين باستعمال أدوات القياس الدقيقة

## الهيئة الدولية لدوران الأرض والنظم المرجعية
لقد تم تأسيس الهيئة العلمية المسؤولة عن الحركة القطبية International Polar Motion Service (IPMS) عام 1899، من أجل متابعة وبحث هذا الموضوع بدقة. استخدمت لهذا الغرض خمس مراصد في قارات مختلفة، والتي تقع كلها بزاوية 39.8° شمالاً. عبرا قياسات زمنية طويلة تم تحديد شكل المنحنى الذي تتحرك به الأقطاب.

عدة سنوان بعد ظهور علم الفضاء الحديث، تم تصحيح القياسات عبر طرق جيوديسيا الأقمار الصناعية (راجع الجيوديسيا)، لهذا الغرض تم تأسيس هيئة بحث الحركة القطبية (IPMS) والتي تحصل على المعلومات المتعلقة بالحركة القطبية بخمس أو ست طرق قياس مختلفة.